# Polish (travail du métal)
 (avril 2016).
Si vous disposez d'ouvrages ou d'articles de référence ou si vous connaissez des sites web de qualité traitant du thème abordé ici, merci de compléter l'article en donnant les références utiles à sa vérifiabilité et en les liant à la section « Notes et références ».

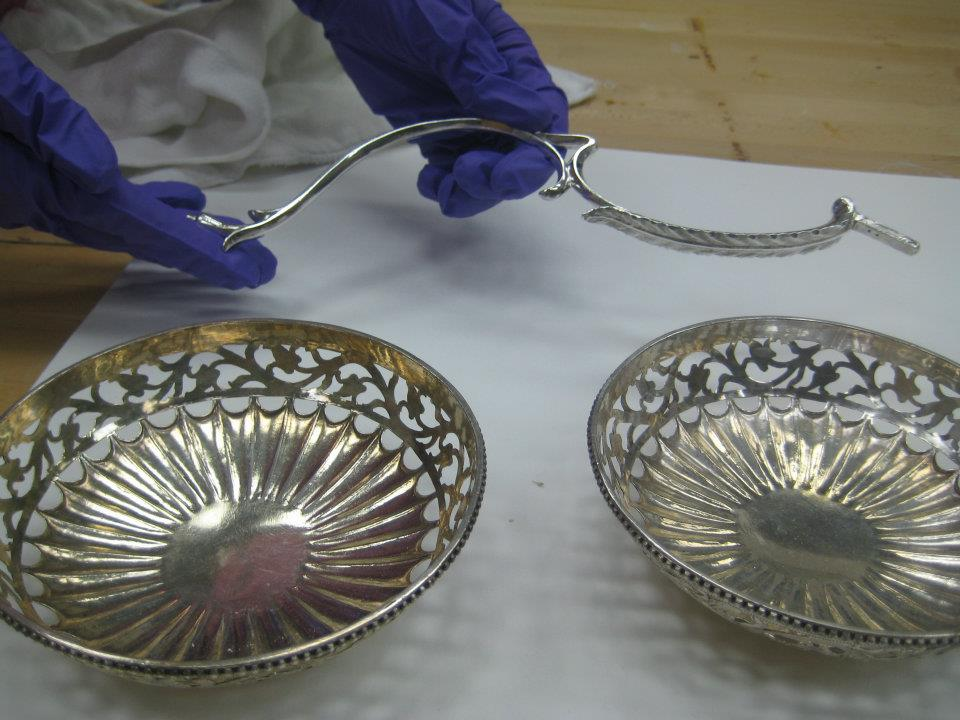
Pièces artisanales en argent (polie et non polie).

Le polish et le polissage sont des processus de finition pour le lissage de la surface d'un objet utilisant un abrasif et une roue de travail. Techniquement, polish se rapporte à un processus qui utilise un abrasif qui est collé à la roue de travail, alors que le polissage emploie un abrasif lâche appliqué à la roue de travail. Le polish est un processus plus agressif, tandis que le polissage est moins dur, qui mène à un lissage, une finition plus lumineuse. Une fausse idée commune est qu'une surface polie au polish a une finition lumineuse de miroir, cependant la plupart des finitions lumineuses sont réellement polies. 
Polir au polish est souvent utilisé pour augmenter l'attirance provoquée par un article, pour empêcher la contamination d'instruments, pour enlever l'oxydation, pour créer une surface de réfléchissement, ou pour empêcher la corrosion dans des tuyaux. En métallographie et métallurgie, le polish est utilisé pour créer une surface plate, sans défaut, pour pouvoir examiner la microstructure d'un métal sous un microscope. Des protections en silicium ou une solution de diamant peut être utilisée dans le processus de polissage au polish.
Le retrait de l'oxydation (ternissure) des objets en métal est accompli grâce à l'utilisation d'un polish pour métal ou d'un nettoyant de ternissure ; aussi appelé polish. Pour prévenir davantage d'oxydation non désirée, des surfaces en métal polies peuvent être enduites de cire, de pétrole ou de laque. Ceci a un intérêt pour les particuliers pour des produits d'alliage de cuivre tels que le laiton et de bronze 
Le terme mécanique a été inventé pour décrire l'action de la boue corrosive sur le silicium dans le processus de polish. Les têtes tournantes multiples, chacune cloutée avec des gaufrettes de silicium, sont forcées contre un tampon de polissage en rotation importante, qui est baigné dans une boue corrosive.
Le retrait du matériel à une température élevée se décompose en plusieurs phases : d'abord, il y a oxydation, puis il a le retrait de l'oxyde par abrasion. Le cycle est répété avec chaque rotation d'une tête. L'hydroxyde de potassium et le silox (peinture de base blanche), peuvent être combinés avec de l'eau dont les ions ont été enlevés pour former une telle boue.

## Processus
La première phase commence avec des abrasions grossières et chaque étape suivante utilise un abrasif plus fin jusqu'à ce que la finition désirée soit réalisée. Le passage approximatif enlève les défauts extérieurs comme des puits, des entailles, des lignes et des éraflures. Les abrasifs plus fins enlèvent les lignes très minces qui ne sont pas visibles à l'œil nu. Des lubrifiants comme de la cire et du kérosène peuvent être utilisés pour lubrifier et refroidir durant ces opérations, ben que quelques agents de polissage soient spécifiquement conçus pour être utilisés sans rien (ils sèchent tout seuls). Le polissage peut être fait main avec un polisseur stationnaire ou un broyeur mort, ou il peut être automatisé en utilisant un équipement spécialisé.
Il y a deux types de motions de polissage : la motion coupage et la motion couleur. La motion coupage est désignée pour donner un uniforme lisse, semi-brillant. Ceci est réalisé en déplaçant la pièce contre la rotation meule de polissage, tandis qu'on utilise un milieu à forte pression. La motion couleur donne une surface propre, brillante et lumineuse. Elle est réalisée en déplaçant la pièce avec la rotation de la roue de polissage, tout en utilisant un milieu à faible pression.
En polissant le laiton, il y a souvent des traces infimes dans le métal causées par des impuretés. Pour y remédier, la surface est polie avec un très fin grain, cuivré, puis polie pour une finition miroir avec un flux d'air.  
Des opérations de polissage pour des articles tels que burins, marteaux, tournevis, clés... donnent une finition très soignée mais non plaquée. Afin de réaliser cela, quatre opérations sont nécessaires : ébauche, collage à sec, graissage et coloration. Il faut noter que l'ébauche se fait généralement sur une solide meule et que l'opération de graissage peut être décomposées en deux temps pour un polissage extra fin : graissage grossier et graissage fin. Cependant, pour les articles peu coûteux l'argent est économisé en exécutant seulement les deux premières opérations. 
Couteaux et couverts de polissage sont connus pour le vitrage amende ou le vitrage bleu. Le sale de polissage, lorsqu'il est utilisé, sur l'argent allemand, le métal blanc... est techniquement une opération de polissage car il utilise un abrasif en vrac, mais il enlève une quantité importante de matériel, tout comme le polissage.

### Équipement
Les abrasifs en oxyde d'aluminium sont utilisés sur les métaux à haute résistance à la traction, tels que les alliages de carbone et d'acier, le fer dur et les alliages non ferreux. Les abrasifs de carbure de silicium sont utilisés sur les substances dures et cassantes, tels que le fer gris et le carbure cémenté, et les métaux à faible résistance à la traction, tels que le laiton, l'aluminium et le cuivre.
Les meules de polish existent dans une grande variété de types pour répondre à un large éventails de besoins. Les matériaux les plus couramment utilisés pour les disques de polish sont le bois, le cuir, la toile, le tissu de coton, le plastique, le feutre, le papier, la peau de mouton, le caoutchouc imprégné, la toile de composition, et de la laine ; le cuir et la toile sont les plus communs. Les roues de bois ont de l'émeris ou d'autres abrasifs collés sur elles et sont utilisées pour polir des surfaces planes et des bords bien maintenus. Il existe de nombreux types de roues en tissu. Les roues en tissu qui sont cimentées sont très dures et utilisées pour le travail grossier, alors que d'autres roues en tissu qui sont cousues et collées ensemble ne sont pas aussi agressives. Il y a des roues en tissu qui ne sont pas collées ou cimentées, au lieu de cela, celles-ci sont cousues et il y a des plaques latérales en métal pour le soutien. Les solides roues en feutre sont populaires pour les finitions plus fines. Les roues d'ébauche dures peuvent être faites par cimentation de disques de papier et de paille ensemble. Les roues de papier plus douces sont fabriquées à partir de papier feutre. La plupart des roues tournent à environ 7500 pieds linéaires par minute (PLM), cependant la mousseline, le feutre et les roues en cuir sont généralement gérées à 4000 PLM.
Les meules de polissage sont soit fabriquées à partir de coton ou soit à partir de chiffons de laine et elles deviennent blanches ou écru. Les types spécifiques incluent : le sisal, la spirale cousue, le coton ample, la flanelle de canton, la flanelle Domet, le denim, la spirale traitée et cousue, le coussin traité et aéré ou ventilé mais non traité, la ficelle en cuir, le cuir de doigt, la corde de sisal, le champignon, la gifle, le champignon de frottement, le cuir épais de sablier, le chiffon, le «B», l'apogée, le duvet de cygne, le flux d'air, le coolair et la balle.
Le tableau suivant vous aidera à décider quelles roues et composés doivent être utilisés lors du polissage de différents matériaux. Ce tableau est un point de départ et les polisseurs expérimentés peuvent faire varier les matériaux utilisés pour différentes applications.
|                    | Plastique | Plastique          | Plastique        | Plaques d'argent et d'or | Plaques d'argent et d'or | Plaques d'argent et d'or | Nickel et chrome | Nickel et chrome   | Nickel et chrome | Cuivre, laiton, aluminium, pots de métal et métaux mous | Cuivre, laiton, aluminium, pots de métal et métaux mous | Cuivre, laiton, aluminium, pots de métal et métaux mous | Acier et fer | Acier et fer       | Acier et fer     | Acier inoxydable | Acier inoxydable   | Acier inoxydable |
| Type de cuirs      | Rugueux   | Cuir épais initial | Cuir épais final | Rugueux                  | Cuir épais initial       | Cuir épais final         | Rugueux          | Cuir épais initial | Cuir épais final | Rugueux                                                 | Cuir épais initial                                      | Cuir épais final                                        | Rugueux      | Cuir épais initial | Cuir épais final | Rugueux          | Cuir épais initial | Cuir épais final |
| ------------------ | --------- | ------------------ | ---------------- | ------------------------ | ------------------------ | ------------------------ | ---------------- | ------------------ | ---------------- | ------------------------------------------------------- | ------------------------------------------------------- | ------------------------------------------------------- | ------------ | ------------------ | ---------------- | ---------------- | ------------------ | ---------------- |
| Sisal              |           |                    |                  |                          |                          |                          |                  |                    |                  | X                                                       |                                                         |                                                         | X            |                    |                  | X                |                    |                  |
| Spirale cousue     |           |                    |                  |                          |                          |                          |                  | X                  |                  |                                                         | X                                                       |                                                         |              | X                  |                  |                  | X                  |                  |
| Lâche              |           |                    |                  |                          |                          |                          |                  |                    |                  |                                                         |                                                         | X                                                       |              |                    | X                |                  |                    | X                |
| Flanelle de canton |           |                    |                  |                          |                          | X                        |                  |                    | X                |                                                         |                                                         |                                                         |              |                    |                  |                  |                    |                  |
| Ficelle            | X         | X                  | X                |                          |                          |                          |                  |                    |                  |                                                         |                                                         |                                                         |              |                    |                  |                  |                    |                  |
| Composés           |           |                    |                  |                          |                          |                          |                  |                    |                  |                                                         |                                                         |                                                         |              |                    |                  |                  |                    |                  |
| Noir               |           |                    |                  |                          |                          |                          |                  |                    |                  | X                                                       |                                                         |                                                         | X            |                    |                  | X                |                    |                  |
| Brun               |           |                    |                  |                          |                          |                          |                  |                    |                  |                                                         | X                                                       |                                                         |              |                    |                  |                  |                    |                  |
| Blanc              |           |                    |                  |                          |                          |                          |                  | X                  |                  |                                                         |                                                         | X                                                       |              | X                  |                  |                  |                    |                  |
| Bleu               | X         | X                  | X                |                          |                          | X                        |                  |                    | X                |                                                         |                                                         |                                                         |              |                    | X                |                  |                    |                  |
| Vert               |           |                    |                  |                          |                          |                          |                  |                    |                  |                                                         |                                                         |                                                         |              |                    |                  |                  | X                  | X                |
| Rouge              |           |                    |                  |                          |                          | X                        |                  |                    | X                |                                                         |                                                         |                                                         |              |                    | X                |                  |                    |                  |

NOIR = Composé d'émeris, un matériau abrasif grossier pour enlever les égratignures, traces de peinture, rouille...
BRUN = Composé tripoli utilisé pour la coupe d'usage général et pour la couleur sur la plupart des métaux.
BLANC = Composé blizzard, utilisé pour la couleur et la finition de métaux plus durs. A une action de coupe.
ROUGE = Bijouterie rouge, conçue pour polir sans aucune action de coupe. Sans danger pour les plaques minces. A utiliser sur sa propre roue.
BLEU = Une roue presque sans graisse - conçue pour polir sans aucune action de coupe. Sans danger pour les plaques minces. A utiliser sur sa propre roue. 
VERT = Utilisé exclusivement pour l'acier inoxydable.

## Applications
Le polissage peut être utilisé pour augmenter les regards sur certains parties des voitures, motocyclettes, balustrades, cuisines, vaisselles de cuisine, et des applications architecturales en métal. Pharmaceutique, laiterie et conduits d'eau sont polis pour maintenir des conditions d'hygiène et prévenir de la corrosion. Le polissage est employé pour la fabrication de réflecteurs d'éclairage de haute qualité.